# Masłówka (Ukraina)
Masłówka (ukr. Маслівка, Masliwka) – wieś w rejonie obuchowskim obwodu kijowskiego.
Wieś Masłowka w 1765 roku należał do starostwa kaniowskiego w województwie kijowskim.